# Prispodoba o dva sina
Prispodoba o dva sina jedna je od Isusovih prispodoba, zabilježena u novozavjetnom Evanđelju po Mateju (Mt 21,28–32). Prispodoba govori o dva sina od kojih je jedan neposlušan ocu riječima, a poslušan djelima, dok je drugi poslušan na riječima, a neposlušan djelima.
Isus ovom pričom govori o "vjernicima", koji ne prihvaćaju poziv Ivana Krstitelja na pokajanje, za razliku od poreznika i prostitutki koji prihvaćaju.
```
"Čovjek neki imao je dva sina. On ode k prvome i reče: "Sine, idi i radi danas u vinogradu! On odgovori: "Da, gospodaru, ali ne otiđe. Tada ode k drugome i reče isto tako. On odgovori: "Neću; ali poslije mu bilo žao, i on ipak otiđe. Tko je od ove dvojice ispunio volju očevu?" Odgovoriše: "Drugi." Tada im reče Isus: Zaista, kažem vam, carinici i bludnice pretekoše vas u kraljevstvo Božje!" (Mt 21,28–32)
```

## Tumačenja
Ovom prispodobom, Isus govori o onim "vjernicima", koji su smatrali da su bez grijeha, te nisu prihvatili poruku Ivana Krstitelja o pokajanju. "Nevjernici", sakupljači poreza i prostitutke, prihvatili su poziv i pokajali se. Smisao ove priče je da treba preispitati svoje ponašanje, jer je vjera bez djela mrtva.
Isus na drugom mjestu u Evanđelje po Mateju kaže: "Neće svaki koji mi govori: Gospode! Gospode! uči u carstvo nebesko; no koji čini po volji Oca mog koji je na nebesima". (Mt 7,21)
Slične tematike je i prispodoba o farizeju i cariniku.